# Ville Peltonen
Ville Sakari Peltonen (* 24. Mai 1973 in Vantaa) ist ein ehemaliger finnischer Eishockeyspieler und derzeitiger -trainer, der im Verlauf seiner aktiven Karriere zwischen 1991 und 2014 unter anderem 382 Spiele für die San Jose Sharks, Nashville Predators und Florida Panthers in der National Hockey League (NHL) auf der Position des linken Flügelstürmers bestritten hat. Zudem spielte er sehr erfolgreich für den HC Lugano in der Schweizer Nationalliga A sowie für den Helsingfors IFK und Jokerit Helsinki in der finnischen Liiga.

## Karriere

### Als Spieler
Peltonen startete seine professionelle Karriere beim finnischen Eishockeyklub HIFK Helsinki in der SM-liiga. Im Jahr 1995 zog es ihn in die USA, um in der National Hockey League für die San Jose Sharks zu spielen, die ihn im NHL Entry Draft 1993 in der dritten Runde an 58. Stelle gedraftet hatten. Nach zwei Saisons kehrte er für ein Jahr nach Europa zum Frölunda HC in die schwedische Elitserien zurück. 1998 folgte ein erneuter Anlauf in Nordamerika, wo er für die Nashville Predators im Einsatz stand. 2001 wurde Peltonen wieder nach Europa transferiert, wo er zwei Jahre lang für Jokerit Helsinki in der SM-liiga spielte. Nach drei erfolgreichen Saisons und einem Schweizer Meistertitel mit dem HC Lugano, versuchte sich Peltonen nochmals in der NHL durchzusetzen, diesmal bei den Florida Panthers.

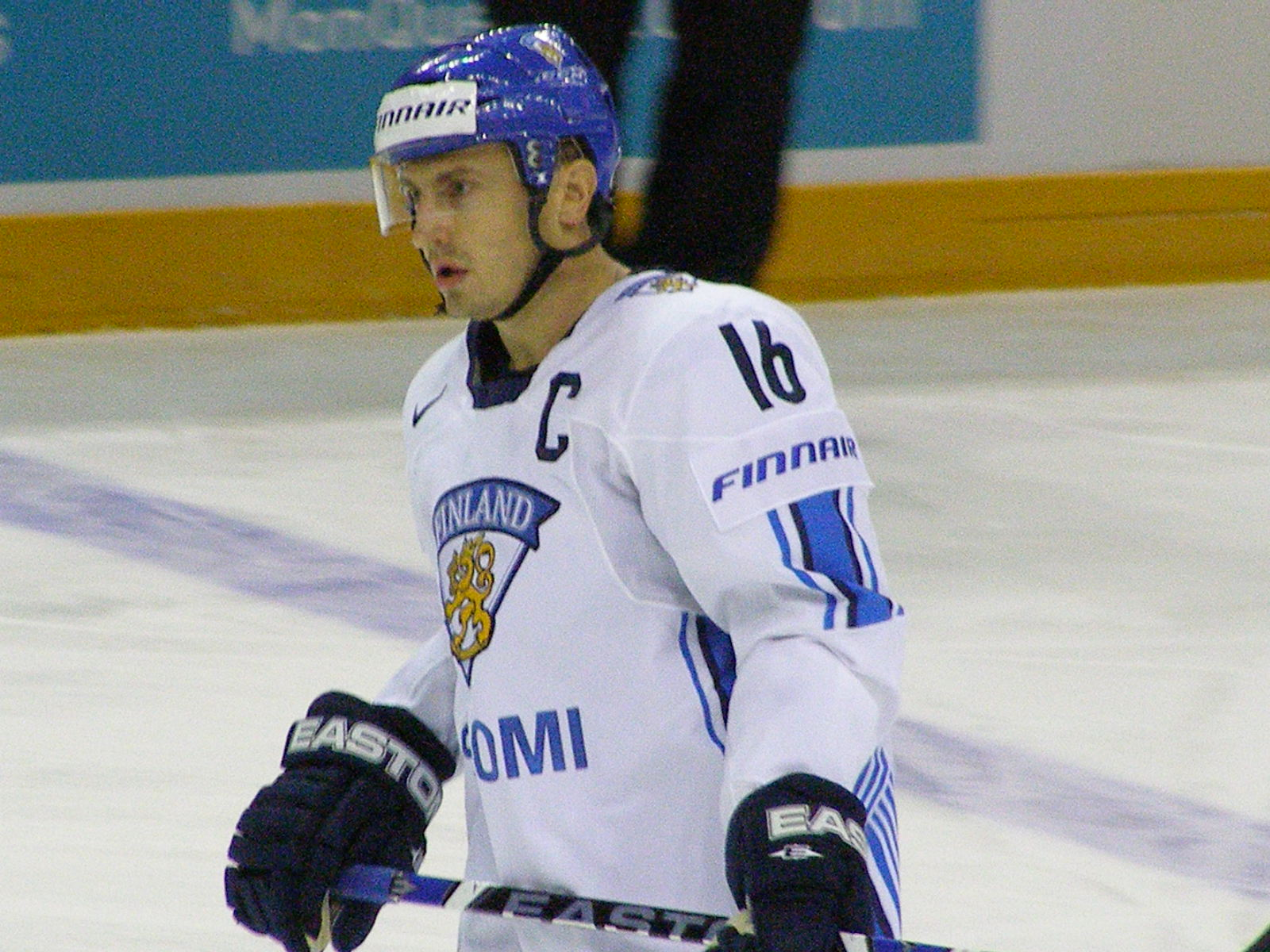
Peltonen im Trikot der finnischen Nationalmannschaft

In der Saison 2009/10 spielte er beim HK Dinamo Minsk in der Kontinentalen Hockey-Liga, bevor er im Juli 2010 zu seinem Heimatverein HIFK zurückkehrte. Mit diesem gewann er in der Spielzeit 2010/11 die finnische Meisterschaft, ehe er im März 2014, nach drei weiteren Spielzeiten mit dem HIFK, seine Karriere beendete.

#### International
Peltonen spielte regelmäßig in der finnischen Eishockeynationalmannschaft. Ein besonderer Erfolg für ihn war sein Hattrick beim Finalspiel der Eishockey-Weltmeisterschaft 1995 gegen Schweden. Finnland gewann mit 4:1 und wurde zum ersten Mal Weltmeister. Im Jahr 2006 gewann er mit der finnischen Mannschaft die Silbermedaille bei den Olympischen Winterspielen in Turin. Vier Jahre später, bei den Olympischen Winterspielen in Vancouver, gewann er die Bronzemedaille.

### Als Trainer
Unmittelbar nach dem Ende seiner Spielerlaufbahn 2014 übernahm Peltonen bei seinem Heimatverein HIFK das Amt des Cheftrainers der U20-Mannschaft. Zudem wurde er ebenfalls 2014 zum Co-Trainer der finnischen Nationalmannschaft berufen und arbeitete in dieser Funktion unter Kari Jalonen unter anderem bei den Weltmeisterschaften 2015 und 2016 sowie bei der Euro Hockey Tour 2014/15 und 2015/16.
Im April 2016 wechselte Peltonen gemeinsam mit Jalonen zum SC Bern und war dort wiederum als Assistenztrainer beschäftigt. 2017 war er als Co-Trainer am Gewinn der Schweizer Meisterschaft beteiligt. Nach dem Ende des Spieljahres 2017/18 verließ er den SCB und trat den Cheftrainerposten beim Nationalligisten Lausanne HC an. Unter seiner Leitung erreichte Lausanne im Frühjahr 2019 das Halbfinale der Meisterrunde, Ende Februar 2020 wurde er beim LHC aus sportlichen Gründen entlassen. 2021 wurde er Co-Trainer der deutschen Nationalmannschaft unter seinem Landsmann Toni Söderholm und gehörte beim Deutschland-Cup sowie bei der Weltmeisterschaft zum Stab, um dann ab der Saison 2021/22 als Cheftrainer von Helsingfors IFK tätig zu werden. Dort arbeitete er bis zum Frühjahr 2025 und nahm dann einen Posten als Assistenztrainer bei Genève-Servette HC an.

## Erfolge und Auszeichnungen
| - 1993 Jarmo Wasaman muistopalkinto - 2001 IHL Second All-Star Team - 2002 Finnischer Meister mit Jokerit - 2003 SM-liiga All-Star Team - 2004 PostFinance Top Scorer - 2004 NLA All-Star Team - 2006 Schweizer Meister mit dem HC Lugano - 2009 Spengler-Cup-Gewinn mit dem HK Dinamo Minsk | - 2010 Teilnahme am KHL All-Star Game - 2011 Lasse-Oksanen-Trophäe - 2011 Raimo-Kilpiö-Trophäe - 2011 Finnischer Meister mit Helsingfors IFK - 2011 SM-liiga All-Star Team - 2011 Kultainen kypärä - 2014 Aufnahme in die Finnische Eishockey-Ruhmeshalle - 2016 Aufnahme in die IIHF Hall of Fame |

### International
| - 1991 Bronzemedaille bei der U18-Junioren-Europameisterschaft - 1994 Bronzemedaille bei den Olympischen Winterspielen - 1994 Silbermedaille bei der Weltmeisterschaft - 1995 Goldmedaille bei der Weltmeisterschaft - 1995 All-Star-Team der Weltmeisterschaft - 1998 Bronzemedaille bei den Olympischen Winterspielen - 1998 Silbermedaille bei der Weltmeisterschaft - 1998 All-Star-Team der Weltmeisterschaft - 1999 Silbermedaille bei der Weltmeisterschaft | - 2000 Bronzemedaille bei der Weltmeisterschaft - 2004 All-Star-Team der Weltmeisterschaft - 2004 Zweiter Platz beim World Cup of Hockey - 2006 Silbermedaille bei den Olympischen Winterspielen - 2006 Bronzemedaille bei der Weltmeisterschaft - 2007 Silbermedaille bei der Weltmeisterschaft - 2008 Bronzemedaille bei der Weltmeisterschaft - 2010 Bronzemedaille bei den Olympischen Winterspielen |

## Karrierestatistik
(Legende zur Spielerstatistik: Sp oder GP = absolvierte Spiele; T oder G = erzielte Tore; V oder A = erzielte Assists; Pkt oder Pts = erzielte Scorerpunkte; SM oder PIM = erhaltene Strafminuten; +/− = Plus/Minus-Bilanz; PP = erzielte Überzahltore; SH = erzielte Unterzahltore; GW = erzielte Siegtore; 1 Play-downs/Relegation; Kursiv: Statistik nicht vollständig)